# Timothy Graham
Timothy Graham   (Chennai, 31 de maig de 1939) és un atleta britànic, ja retirat, especialista en curses de velocitat, que va competir durant la dècada de 1960.
El 1964 va prendre part en els Jocs Olímpics d'Estiu de Tòquio, on va disputar dues proves del programa d'atletisme. Formant equip amb Adrian Metcalfe, John Cooper i Robbie Brightwell va guanyar la medalla de plata en els 4x400 metres, mentre en els 400 metres fou sisè.
En el seu palmarès també destaca una medalla de bronze, competint amb Anglaterra, en els Jocs de l'Imperi Britànic i de la Comunitat de 1966.

## Millors marques
- 400 metres llisos. 46.0" (1964)[5]